# Offshore-Windpark Deutsche Bucht
Der Offshore-Windpark Deutsche Bucht ist ein Offshore-Windpark in der deutschen Ausschließlichen Wirtschaftszone in der Nordsee. Der Windpark verfügt über 31 Windenergieanlagen mit einer Gesamtleistung von 260,4 MW.

## Lage
Der Windpark liegt 95 Kilometer nordwestlich der ostfriesischen Insel Borkum, westlich des dort bereits befindlichen Offshore-Windpark Veja Mate. Die Nordsee hat dort eine Wassertiefe zwischen 38 und 40 Metern.

## Geschichte
Auf Antrag der Eolic Power GmbH in Bremen vom 23. Juni 2004 wurde am 26. Februar 2010 vom Bundesamt für Seeschifffahrt und Hydrographie (BSH) die Errichtung und der Betrieb von 42 Windenergieanlagen auf Grundlage der Seeanlagenverordnung genehmigt. Im Jahr 2012 wurde das Projekt vom Unternehmen Windreich an den Projekterier Highland verkauft. Das geänderte Vorhaben mit 31 Windenergieanlagen für 8,4 MW wurde dem neuen Vorhabensträger British Wind Energy GmbH in Hamburg am 30. Juni 2017 vom BSH genehmigt.
Auf Antrag der British Wind Energy GmbH (jetzt: Northland Deutsche Bucht GmbH) und auf Grundlage von § 118 Abs. 19 EnWG hat die Bundesnetzagentur im Dezember 2016 die Netzanschlussberechtigung von zwei zusätzlichen Windenergieanlagen erteilt. Aufgrund der besonderen Mono-Bucket-Fundamente gelten diese beiden Windenergieanlagen als Pilotprojekte und sind vorzugsweise anschlussberechtigt. Im Mai 2018 wurden dem Vorhabenträger die Errichtung und der Betrieb der zwei Windenergieanlagen genehmigt.
Am 15. Juli 2018 wurde eine Sicherheitszone im Abstand von 500 Metern um die Standorte der vorgesehenen Windenergieanlagen eingerichtet. Als Generalbauunternehmen wurde die niederländische Van-Oord-Gruppe beauftragt. Die Offshore-Arbeiten begannen im September 2018 mit der Installation der Fundamente. Die 31 im Rostocker Werk der EEW Special Pipe Constructions hergestellten Monopiles wurden am neuen Liegeplatz 4 des Cuxport-Terminals in Cuxhaven vom Kranhubschiff Scylla übernommen, zum Baufeld transportiert und dort bis Anfang Januar 2019 eingebracht. Die dabei ebenfalls darauf montierten 26 Meter langen Transition Pieces (Übergangsstücke zwischen den Fundamenten und den eigentlichen Windenergie-Anlagentürmen) wurden bereits vorher von Spanien nach Cuxhaven geliefert und dort zwischengelagert. Ab Frühjahr 2019 wurden die Mittelspannungskabel zwischen den Fundamenten und der Anfang April 2019 installierten Umspannplattform verlegt. Ab Anfang Juni 2019 wurden die 31 Turbinen auf die Monopile-Fundamente installiert. Am 29. Juli 2019 wurde erstmals Strom in das Netz eingespeist. Ende September waren bereits alle 31 Monopile-Anlagen im Betrieb.
Die Installation der zwei weiteren Turbinen sollte anschließend erfolgen, da sich die beiden Mono-Bucket-Fundamente im Sommer 2019 noch in Produktion bei Bladt Industries in Dänemark befanden. Die Installation war für das 4. Quartal 2019 vorgesehen. Im März 2020 gab Northland Power bekannt, dass die Mono-Bucket-Fundamente aufgrund technischer Schwierigkeiten nicht installiert werden, es bleibt somit bei 31 Windenergieanlagen.

## Finanzierung
Das Investitionsvolumen des Projektes beträgt 1,3 Mrd. Euro. Die Finanzierung des Fremdkapitals in Höhe von 900 Mio. Euro wird von der KfW IPEX-Bank geleitet. Betreiber und Investor ist das kanadische Energieversorgungsunternehmen Northland Power. Es stellt insgesamt 400 Mio. Euro Eigenkapital.

## Windenergieanlagen

Offshore-Windparks und ihre Netzanschlüsse in der Deutschen Bucht

Der Windpark soll jährlich etwa 1.000 Gigawattstunden an Strom produzieren. Eingesetzt werden 31 Windenergieanlagen vom Typ MHI Vestas V164. Diese haben eine Leistung von 8,4 MW und verfügen über einen Rotordurchmesser von 164 Metern.

## Netzanbindung

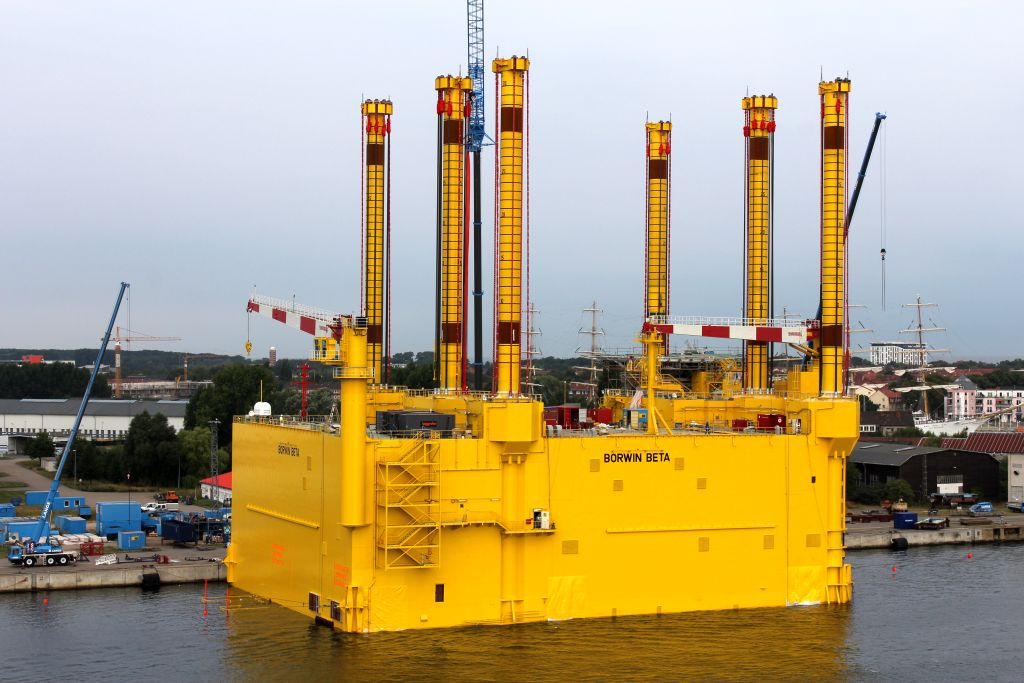
Konverterplattform BorWin beta in der Nordic Yards Warnemünde 2013

Die Windenergieanlagen sind über Mittelspannungskabel mit einer Umspannplattform im Windpark verbunden, die den Dreiphasenwechselstrom (Drehstrom) von 33 kV auf Hochspannung von 155 kV transformiert. Von dort aus wird der Strom mittels einer Seekabel-Verbindung an das Offshore-HGÜ-System BorWin2 des Übertragungsnetzbetreibers Tennet TSO geleitet. An die Konverterplattform BorWin beta schließen auch die Offshore-Windparks Veja Mate und Albatros an. Nach Umwandlung in Gleichstrom erfolgt die Übertragung über 200 km (davon 125 km Seekabel und 75 km Erdkabel) zur Konverterstation Diele bei Diele (Weener). Das Offshore-HGÜ-System BorWin2 wurde von Siemens geliefert, ist für 800 MW Anschlussleistung ausgelegt und ging 2015 in Betrieb.

## Betrieb
Northland Power nutzt ein Gelände in Eemshaven als Wartungs- und Servicestützpunkt.